# 白令海鰜鰈
白令海鰜鰈為輻鰭魚綱鰈形目鰈亞目鰈科的其中一種，分布於東太平洋區，從阿留申群島至美國加州南部海域，棲息深度1-325公尺，體長可達63公分，棲息在沙底質底層水域，以魚類、蠕蟲、甲殼動物與軟體動物為食，生活習性不明，可做為遊釣魚及觀賞魚。